# 장금칭
장금칭(張金稱.?~616년) 수나라 말엽 민란 지도자이자 수말당초 군벌 중 한사람이다.

## 생애
장금칭은 611년(대업 7년) 무리를 거느리고 봉기하였는데 그의 무리는 수만명에 이르렀다. 2년 뒤 청하(淸河)에서 수나라 장수 풍효자(馮孝慈)를 살해하고 616년(대업 12년) 장금칭의 세력은 평은(平恩),무안(武安),거록(巨鹿),청하(清河)등 여러 현에 미치게 되었고 이로 인해 뒤에 적을 얕잡아보게되었다.
이후 양의신(楊義臣) 휘하의 소정방(蘇定方)에게 패하고 양선회(楊善會)에게 사로잡힘으로써 그의 세력은 무너지게 되었다.이후 남은 그의 무리들은 두건덕(竇建德)에게 흡수되었다.

## 참고자료
- 《수서(隋書)》
- 《자치통감(資治通鑒)》수기(隋紀)